# Традиція і порядок
Традиція і Порядок — українська ультраправа консервативна організація. Має реєстрацію в Україні як громадська організація. Своєю метою організація декларує побудову сильної та незалежної держави на засадах традиціоналізму, консерватизму, патріотизму, протекціоністської економіки та християнських цінностей. Відома своїми акціями за збереження патріархальної сім'ї, виступами проти фемінізму та ЛГБТ. Заснована на базі громадської організації «Реванш» Богданом Ходаковським.

## Заснування і передісторія
Організація заснована у 2016 році колишніми активістами групи «Реванш», які називали себе традиціоналістами й послідовниками італійського фашизму, а у 2015 році були заарештовані СБУ через підпали магазинів Roshen, штурм Верховної Ради на Покрову, обстріл білбордів з рекламою підрозділу «Київ-1», підпал офісу Комуністичної партії тощо. У 2016 році активістів знову арештувала СБУ, зокрема і Ходаковського. За словами радника глави СБУ Маркіяна Лубківського, час обшуку в приміщенні, де збиралися Реванш, виявили гранати, електродетонатори і тротилові шашки. Слідчими відкрито кримінальне провадження за незаконне поводження зі зброєю. До «Реваншу», засновник «Традиції і порядку» Богдан Ходаковський був членом «Братства» Дмитра Корчинського.

## Діяльність

#### 2017 рік
Учасники організації, одягнені в балаклави, 17 березня вчинили напад на голову Вищої ради правосуддя Ігоря Бенедисюка та його дружину біля їхнього приватного будинку. Своєю чергою, учасник конфлікту і активіст організації С14 Євген Карась стверджує, що "суддя Бенедисюк на Осокорках намагався задавити автомобілем, а пізніше відкрив вогонь із пістолета по активістах молодіжного руху «Традиція і порядок»". За його словами, претензії до Бенедисюка пов'язані з тим, що він претендує на високу посаду на державній службі, займаючись корупцією.
З заповзятливості активістів у квітні 2017 року було відновлено стінопис гетьману Павлу Скоропадському, який знаходиться біля залізничного вокзалу у Києві.  До цього цей стінопис був зіпсований анархістами.

#### 2018 рік
17 лютого активісти Традиції і Порядку пікетували «Российский центр науки и культуры» та вимагали заборонити його діяльність.
3 травня у Харкові відбулась перша презентація журналу «Консерватор» — офіційного видання організації.
17 червня «Традиція і Порядок» протестувала проти проведення «Київпрайду». Активістів оточила поліція і витіснила з місця проведення ЛГБТ-маршу, використовуючи сльозогінний газ.
6 липня активісти політичного руху «Традиція і Порядок» зірвали збір проросійської партії «Розумна сила», яка фінансується колишнім міністром Януковича Захарченком.
17 вересня Традиція і Порядок разом з патріотичними силами вийшла під ГПУ в знак протесту проти співпраці чиновників з російськими силовими структурами. Тоді ФСБ був виданий доброволець Тимур Тумгоєв. Під час сутичок під прокуратурою було затримано кілька активістів Традиції і Порядку. Над одним з них — Антоном Шумом слідство триває досі.
14 жовтня Традиція і Порядок та С14 завітали до офісу проросійської організації «Украинский выбор». Прес-служба Віктора Медведчука вже назвала це нападом за політичну позицію «Украинского выбора» та партії «За життя».
6 листопада Традиція і Порядок організовує ходу за легалізацію вогнепальної зброї.
19 листопада Активісти Традиції і Порядку зірвали акції з нагоди дня пам'яті трансгендерних людей.

#### 2019 рік
19 січня політичний рух Традиція і Порядок організував у Києві контпікет до акції пам'яті Станіслава Маркелова й Анастасії Бабурової, убитих російськими неонацистами.
22 січня активісти Традиції і Порядку відзначили 100-річчя Дня Соборності біля пам'ятника Шевченка.
30 липня активісти Традиції і порядку зірвали прес-конференцію під назвою «Фальсифікації на виборах в окрузі № 50 (Донецька область). Зникли протоколи і члени ОВК». На пресконференції мав виступати проросійський політик Андрій Аксьонов, політик Сергій Кошуков («Європейська солідарність») та Неля Дашковець (самовисуванка). Наслідком акції став суд над двома активістами руху.
7 лютого активісти політичного руху Традиція і Порядок долучилася до протесту під Житомирською обласною радою з вимогою покарати депутата-вбивцю Дмитра Кропачова.
11 лютого Традиція і Порядок в Києві ініціювала першу консервативну студентську конференцію.
20 лютого у Харкові активісти Традиції і Порядку долучилися до акції вшанування Героїв Небесної Сотні.
12 березня Традиція і Порядок вимагала розслідування фактів причетності Національного антикорупційного бюро до розкрадання на «Укроборонпромі».
12 квітня Традиція і Порядок у Києві долучилася до протесту під готелем «Турист» проти «Європейської лесбійської конференції».
25 квітня у Києві відбулась «Хресна хода» Традиції і Порядку від церкви Богородиці Пирогощої до Михайлівської площі.
21 червня у Харкові Традиція і Порядок виступила проти перейменування проспекту Григоренка на проспект адмірала Жукова.
15 вересня Традиція і Порядок виступила проти  першого ЛГБТ-прайду у Харкові. Відбулися сутички з поліцією. Були затримані активісти консервативного руху.
Активісти Традиції і Порядку у Харкові долучились до Всеукраїнського віче «Зупинимо капітуляцію».
23 листопада під час акції з нагоди дня пам'яті трансгендерних людей, який того року збігся із днем пам'яті жертв Голодомору відбулася бійка між активістами і поліцією. 6 активістів «Традиції і порядку» було затримано.
29 грудня Традиція і Порядок анонсувала створення свого представництва в Німеччині.
27 листопада Традиція і Порядок у Львові організувала контракцію до маршу феміністок, які виступали проти насильства над жінками.

#### 2020 рік
4 січня активісти провели під посольством Ірану в Києві захід із «вшанування пам'яті» генерала Касема Сулеймані, котрого напередодні було вбито в Іраку авіаударом, завданим збройними силами США.
6 лютого Богдан Ходаковський і активісти організації вийшли на акцію протесту на Майдан незалежності, виступаючи проти закриття каналів «112», ZIK, NewsOne.
30 серпня «Традиція і Порядок» завадила проведенню ЛГБТ-маршу в Одесі та провела власну акцію за традиційні сімейні цінності. Члени організації почали атакувати поліцію, один поліцейський зазнав важкого поранення. У відповідь поліція затримала 16 членів організації, щодо 12 з них склали протоколи за статтями «дрібне хуліганство» та «злісна непокора законному розпорядженню або вимозі поліцейського», ще трьох неповнолітніх передали батькам, щодо одного з нападників розпочали досудове розслідування за 345 статтею Кримінального кодексу України «погроза або насильство щодо працівника правоохоронного органу». Один активіст отримав 2 місяці нічного домашнього арешту.
14 вересня  кілька десятків представників організації «Традиція і Порядок» фізично напали на сценариста та співведучого каналу Єгора Шатайла через його запланований виступ на стендап-концерті в Києві зі стендапом «про збитковість традиційної української сім'ї, яку треба закрити, як Тетчер шахти і вкладати бабки в інновації». Як повідомили продюсери гумористичного YouTube-каналу Телебачення Торонто заявили, що ТіПи розпилили газ у обличчя Єгору Шатайлу і впорядковано втекли. Після нападу Єгор все ж виступив на концерті.
20 вересня заблокували кіноперегляд документального фільму Hail Satan? у Будинку кіно в Києві та влаштували бійку з поліцією.

#### 2021 рік
5 березня в Одесі під час Маршу за права жінок представники організації розгорнули банер «Патріархат тебе любить!» та використовували гучномовець, з'явившись поряд з колоною феміністок. Поліція почала відтісняти активістів, декількох осіб було затримано.
22 травня була організована контракція «Реванш Традиції» до «Транс-маршу».

#### 2022 рік
Через початок повномасштабного російського вторгнення в Україну прихильниками та учасниками «Традиції і порядку» було створено добровольчий батальйон «Реванш». Командиром батальйону став лідер партії Богдан Ходаковський.

## Оцінки та критика
У 2018 році ліберальна організація Freedom House у своєму звіті, написаному В'ячеславом Ліхачовим, віднесла «Традицію і Порядок» до екстремістських угрупувань.
На думку багатьох видань, Традиція і порядок є неонацистською організацією через її акції і діяльність. На додаток до цього, Традиція і порядок звинувачується у співпраці з проросійським олігархом Віктором Медведчуком.
Після нападу «Традиції і порядку» на державне інформаційне агентство Укрінформ, що стався 30 липня 2019 року, політичний експерт Володимир Фесенко заявив: «Це тиск на засоби масової інформації, тиск на державну інформаційну політику. І заплющувати очі на це не можна, тим паче, що в умовах гібридної війни може виявитися, що за подібними акціями стоять не лише вітчизняні „активісти“, а й головний зовнішній ворог нашої країни».

### Довідки
- Традиція і порядок — праворадикальне угруповання, що активно перешкоджає заходам громадянського суспільства // reportingradicalism.org
- Від стрілянини, штурмів та розгону прайдів до політичної партії. Що відомо про «Традицію і порядок»? // hromadske.ua

### Відео
- Націоналісти мають потенціял, аби дасти відсіч лібералам, — Богдан Ходаковський / VIII Бандерівські читання // 31 січня 2021